# Koniuchów
Koniuchów (ukr. Конюхів) – wieś na Ukrainie, w rejonie stryjskim obwodu lwowskiego. Wieś liczy 826 mieszkańców (2021, szacunek).
Za II Rzeczypospolitej do 1934 samodzielna gmina jednostkowa. Następnie należała do zbiorowej wiejskiej gminy Grabowiec Stryjski w powiecie stryjskim w woj. stanisławowskim. Po II wojnie światowej wieś weszła w struktury administracyjne Związku Radzieckiego.
W kwietniu 1944 nacjonaliści ukraińscy z OUN-UPA zamordowali tutaj 49 Polaków, paląc ich żywcem w jednej ze stodół. Spalili też większość pozostałych zabudowań.
Znajduje tu się stacja kolejowa Koniuchów, położona na linii Lwów – Stryj – Batiowo.